# لواء الملثمين
لواء الملثمين كان منظمة مسلحة سلفية جهادية تنشط في شمال وغرب إفريقيا أسسها ويقودها مختار بلمختار. وهو عضو سابق في تنظيم القاعدة في بلاد المغرب الإسلامي. في عام 2013 اندمج لواء الملثمين مع حركة التوحيد والجهاد في غرب إفريقيا ليشكل تنظيم المرابطون. وفي عام 2017 اندمج المرابطون مع الفرع الصحراوي لتنظيم القاعدة في بلاد المغرب الإسلامي، وجماعة أنصار الدين، وجبهة تحرير ماسينا ليشكلوا جماعة نصرة الإسلام والمسلمين.